# 艾奥奥德维德里亚莱斯
艾奥奥德维德里亚莱斯，是西班牙卡斯蒂利亚-莱昂萨莫拉省的一个市镇。 总面积60平方公里，总人口442人（2001年），人口密度7人/平方公里。